# Dicropleon bifidus
Dicropleon bifidus är en kräftdjursart som först beskrevs av M. Bourdon 1967.  Dicropleon bifidus ingår i släktet Dicropleon och familjen Bopyridae. Inga underarter finns listade i Catalogue of Life.